# 罗盖
罗盖（？—？），鲜卑姓叱罗氏，鲜卑名吐盖，又名退干，代人，河南郡洛阳县（今河南省洛阳市东）人，给事中罗云之子，北魏外戚、官员。

## 生平
太和十八年（494年）十一月甲申（494年12月26日），魏孝文帝元宏经过比干墓，亲自为比干撰写吊文，罗盖也作为82名随祭官之一跟随参与了这次巡视，题名中称之为“直阁、武卫、中臣河南郡叱罗吐盖”，在所有82名随祭官中排在第41位。罗盖后在魏宣武帝元恪时期官至右将军、直阁将军，转任龙骧将军、济州刺史。罗盖去世后，朝廷赠予龙骧将军、兗州刺史。之后，再追赠抚军将军、济兖二州刺史，又三赠骠骑大将军、济徐二州刺史。

## 家庭

### 姐妹
- 罗夫人，魏孝文帝的夫人[5]

### 子女
- 罗鉴，北魏散骑常侍、金紫光禄大夫、主衣都统、石邑公
- 罗衡，北魏辅国将军、光州刺史
- 罗氏，嫁北魏相国、清河文献王元怿[5]